# 34e régiment d'infanterie coloniale
Le 34e Régiment d'Infanterie Coloniale est une unité de l'armée française.
C'est un régiment colonial de réserve, créé en août 1914 et rattaché au 4e régiment d'infanterie coloniale.

## Chefs de corps
- 2 août - 7 septembre 1914 : lieutenant-colonel Morel (tué à l'ennemi)
- 7 - 24 septembre : capitaine Hugon
- 8 août 1916 - 26 janvier 1917 : colonel  Morisson

## Drapeau du régiment
Il porte les inscriptions :
- La Somme 1916
- MONASTIR 1917

## Historique
Création et casernement en 1914 à Toulon

### La Première Guerre mondiale
Affectations:
- 65e Division d'Infanterie d'août 1914 à juin 1915
- 16e Division d'Infanterie Coloniale de juin 1915 à novembre 1916
- 10e Division d'Infanterie Coloniale de novembre 1916 à novembre 1918

#### 1914
- La retraite des IIIe et IVe Armées:
  - 1er septembre Beaumont-en-Verdunois et Flabas
- Bataille de la Marne:
  - 7 septembre : Amblaincourt
  - 8 septembre : Beauzée sur Aire
  - 10 septembre : Deuxnouds
- Bataille de la Woëvre et des Hauts-de-Meuse:
  - 26-27 septembre : Chauvoncourt
  - Côte Sainte-Marie, Cote 277, Ménonville

#### 1915
Woëvre :
- Avril à juillet : Bois-le-Prêtre

#### 1916
Bataille de la Somme
- 1er juillet : Frise
- 10 juillet - 21 août : Biaches, Barleux

#### 1917
Armée d'Orient:
- 16 mars : Kir Kilissé
- 16 mai : Piton Rocheux

#### 1918
Serbie
- 14 septembre :rive droite de la Cerna

## Personnalités ayant servi au régiment
- Louis Oubre (1885-1942), résistant français, Compagnon de la Libération.

## Sources et bibliographie
- Historique du 34e régiment d'infanterie coloniale : 1914-1918, Toulon, Bouchet, 1919, 56 p., lire en ligne sur Gallica.